# Jaume Gállego i Berenguer
Jaume Gállego i Berenguer (Mollerussa, 8 de novembre de 1920 - Sant Joan Despí, 20 de febrer de 2009) fou un científic català. Estudià farmàcia a la Universitat de Barcelona i es llicencià a la Universitat de Granada el 1944, especialitzant-se en parasitologia com a deixeble de Carlos Rodríguez López-Neyra. Estigué com a becari a la Secció de Biologia Parasitària de Barcelona, adscrit a l'Institut Nacional de Parasitologia del CSIC. Especialitzat en nematologia a la Rotharnsted Experimental Station de Haspenden (Anglaterra) i al Plantenzicktendundige de Wageningen (Països Baixos), el 1945 fou nomenat professor interí de parasitologia a la Universitat de Barcelona. El 1946 marxà a la Universitat Complutense de Madrid, on es va doctorar i també treballà com a professor fins a desembre de 1956.
El gener de 1957 ocupà la càtedra de parasitologia de la Facultat de Farmàcia de la Universitat de Barcelona fins a la seva jubilació el 1987. Ha estat degà de la Facultat de Farmàcia el 1972-1974 i vicerector d'Investigació de la Universitat de Barcelona el 1974-1976. Ha publicat manuals de texts destacats en la seva matèria com Lecciones de Parasitología i Atlas de Parasitología. En el vessant científic, interessat en el camp de les parasitosis autòctones, tant humanes com dels animals, estudià els nematodes i hemoparàsits de les aus, ampliant el seu interès al camp de l'entomologia (dípters vectors, mal·lòfags d'aus, ectoparàsits de mamífers, àcars al·lergògens) i la farmacodinàmica experimental d'antinhelmíntics.
Ha estat membre de la Societat Catalana de Biologia, de la Reial Acadèmia de Farmàcia de Catalunya (1970) i de la Reial Acadèmia de Medicina de Catalunya (1975), així com soci fundador de Society of European Nematologists (1954). El 1983 presidí el Comitè Organitzador del III Congrés Nacional de Parasitologia celebrat a Barcelona, i de 1982 a 1987 fou president de l'Associació de Parasitòlegs Espanyols. El 1989 fou doctor honoris causa per la Universitat de Montpeller i el 1995 va obtenir la Medalla Narcís Monturiol al mèrit científic de la Generalitat de Catalunya.